# Rhizoctonia dichotoma
Rhizoctonia dichotoma é uma espécie de fungo pertencente à família Ceratobasidiaceae.